# Zaragoza
Zaragoza (← spaniolă și aragoneză, catalană Saragossa) este al cincilea oraș  spaniol ca mărime, capitala comunității autonome Aragon. Este amplasată între Barcelona, Țara Bascilor, Munții Pirinei și partea centrală a Spaniei.

## Nume
Denumirea orașului Zaragoza vine de la orașul roman Caesaraugusta (nume dat în onoarea împăratului Augustus), cu varianta Zaragoza, folosită și azi.

## Istorie
În perioada vizigoților Zaragoza era cel mai important oraș din Tarraconensis., și avea o importanță strategică mare pentru controlarea Septimaniei și părții de nord-est a Hispaniei. O figură de importanță fundamentală în acestă perioadă a fost Sfântul Braulio.
În anul 714, Zaragoza a fost cucerită de mauri, care au ocupat-o timp de 400 de ani. Pe atunci, așezarea era numită Saraqusta sau Medina Albaida („orașul alb”). În anul 1118, orașul a fost cucerit din mâinile maurilor de Alfons I Războinicul, care, ca semn al victoriei credinței adevărate, a dat ordin, un an mai târziu, să fie construită o catedrală. Acest lăcaș de cult, finalizat abia în secolul al XVI-lea, și devenit reședință episcopală în anul 1318, este numit de localnici pe scurt „La Seo”.
Specificul orașului îl dă faptul că aici coexistă mărturii a patru culturi diferite în această urbe a diversității: Zaragoza romană, Zaragoza creștină, Zaragoza maură (arabă) și Zaragoza evreiască. 

Teatro

Din fiecare moment important al trecutului au rămas clădiri reprezentative. Astfel, din vechea urbe romană putem admira, chiar și azi, Foro, Murallas, Puerto Fluvial, Teatro Romano și Termas de Caesaraugusta. Unele dintre ele au fost descoperite recent, ceea ce face ca ele să fie înconjurate de tot felul de blocuri și case noi, ce intră în conflict cu stilul acestora. 
Zaragoza a fost aleasă pentru a găzdui Expo 2008. Având o istorie aparte, orașul se găsește la jumătatea drumului dintre Barcelona și Madrid, fiind foarte aproape și de Pirinei. 
În prezent, orașul Zaragoza este împărțit în două de Ebru, cu multe poduri, precum Puente de piedra, Puente de hierro, Puente de la Almozara etc.

## Orașe înfrățite
- Bethleem Efrata, Palestina
- Biarritz, Franța
- Coimbra, Portugalia
- León, Nicaragua
- Móstoles, Spania
- Pau, Franța
- La Plata, Argentina
- Ponce, Puerto Rico
- Tijuana, Mexic
- Zamboanga, Filipine
- Zaragoza, Guatemala

## Personalități născute aici
- Mariano Barbasán (1864 - 1924), pictor.